# Tribalj
Tribalj je naselje na Hrvaškem, ki upravno spada pod Vinodolsko občino v Primorsko-goranski županiji.
Leži v Vinodolski dolini na križišču cest proti Crikvenici, Driveniku in Grižanom. V njem obratuje strojnica hidroelektrarne Vinodol, v katero se po podzemnih kanalih steka voda iz Lokvarskega jezera, Bajerja, Lepenice in Potkoša v Gorskem kotarju. Del te vode se zadrži pod elektrarno v akumulacijskem Tribaljskem jezeru.
- Peltonova turbina, razstavljena pred HE Vinodol
- Tribaljsko jezero
- Spominski park padlim borcem v NOB

## Demografija
| Pregled števila prebivalcev po letih | Pregled števila prebivalcev po letih | Pregled števila prebivalcev po letih | Pregled števila prebivalcev po letih | Pregled števila prebivalcev po letih | Pregled števila prebivalcev po letih | Pregled števila prebivalcev po letih | Pregled števila prebivalcev po letih | Pregled števila prebivalcev po letih | Pregled števila prebivalcev po letih | Pregled števila prebivalcev po letih | Pregled števila prebivalcev po letih | Pregled števila prebivalcev po letih | Pregled števila prebivalcev po letih | Pregled števila prebivalcev po letih | Pregled števila prebivalcev po letih | Pregled števila prebivalcev po letih |
| ------------------------------------ | ------------------------------------ | ------------------------------------ | ------------------------------------ | ------------------------------------ | ------------------------------------ | ------------------------------------ | ------------------------------------ | ------------------------------------ | ------------------------------------ | ------------------------------------ | ------------------------------------ | ------------------------------------ | ------------------------------------ | ------------------------------------ | ------------------------------------ | ------------------------------------ |
| 1857                                 | 1869                                 | 1880                                 | 1890                                 | 1900                                 | 1910                                 | 1921                                 | 1931                                 | 1948                                 | 1953                                 | 1961                                 | 1971                                 | 1981                                 | 1991                                 | 2001                                 | 2011                                 | 2021                                 |
| 833                                  | 997                                  | 1030                                 | 1107                                 | 1228                                 | 1187                                 | 1090                                 | 1084                                 | 795                                  | 898                                  | 785                                  | 710                                  | 627                                  | 625                                  | 612                                  | 621                                  | 596                                  |